# جيري تشاديك
جيري تشاديك (مواليد 7 ديسمبر 1935-20 ديسمبر 2021) هو لاعب كرة قدم. لعب مع منتخب تشيكوسلوفاكيا لكرة القدم. سبق له أن لعب في كأس العالم لكرة القدم مع منتخب بلاده.

## حياته
قضى تشاديك كامل حياته المهنية في دوكلا براغ. لعب 328 مباراة بالدوري، رغم ذلك لم يسجل أي هدف في الدوري. فاز شاديك بالدوري التشيكوسلوفاكي الممتاز سبع مرات وكأس تشيكوسلوفاكيا ثلاث مرات خلال مسيرته في دوكلا.
كان تشاديك عضوًا في المنتخب التشيكوسلوفاكي وشارك في كأس العالم 1958 في السويد، حيث لعب ضد أيرلندا الشمالية.
توفي في 20 ديسمبر 2021 عن عمر يناهز 86 عامًا.

## روابط خارجية
- جيري تشاديك على موقع الاتحاد الدولي (مؤرشف)  (الإنجليزية)
- جيري تشاديك على موقع قاعدة بيانات كرة القدم.إي يو (الإنجليزية)
- جيري تشاديك على موقع بيانات كرة القدم. دي إي (الألمانية)
- جيري تشاديك على موقع ناشيونال فوتبول تيمز (الإنجليزية)
- جيري تشاديك على موقع Soccerway.com (الإنجليزية)
- جيري تشاديك على موقع عالم كرة القدم.نت (الإنجليزية)